# Anise Koltz
Anise Koltz   (Eich, 12 de juny de 1928 - 1 de març de 2023) va ser una escriptora luxemburguesa. Era coneguda principalment per la seva obra poètica i les seves traduccions en el mateix camp, tot i que també va escriure diverses històries per a nens. El 1962 va fundar, juntament amb Nic Weber, les reeixides sèries de conferències literàries Journées littéraires de Mondorf (actualment Académie Européenne de Poésie, que després presidí), en les quals sempre tingué un paper clau.

## Biografia
Nascuda a Eich el 12 de juny de 1928, Koltz començà a escriure contes de fades a mitjans de la dècada de 1950, principalment en alemany i luxemburguès. També va treballar com a traductora. Moltes de les seves obres van ser traduïdes al català, l'anglès, el castellà i l'italià. És considerada la poeta contemporània més important de Luxemburg.
Des del 1963, les Journées littéraires de Mondorf (Jornades literàries de Mondorf) han creat enllaços entre els escriptors luxemburguesos i l'escena internacional. El 1995, aquestes Jornades literàries van ser refundades, representant tots els gèneres, a més de proveir diversos escriptors d'una plataforma per a les seves obres.
Anise Koltz va ser membre de l'Académie Mallarmé de París, del Pen-Club de Bèlgica i de l'Institut Grand-Ducal de Luxembourg, Section des Arts et des Lettres, entre altres institucions. Va estar guardonada amb molts diversos premis literaris.

## La poesia
En la seua poesia ressona el que André Breton anomena el “to major” que distingeix els grans poetes, ens en diu Anna Montero. I s'hi articula un joc d'oposicions entre la llum i l'ombra, la nit i el dia, la realitat i el somni o la paraula i el silenci, per posar en evidència les tensions de l'escriptura i de la vida, amb un llenguatge nu, allunyat de tota floritura o ornament. El resultat és una poesia que renuncia a l'harmonia i una veu poètica que mostra amb cruesa i concisió la incertesa, l'angoixa, el dubte i la lluita, o el dolor.

## Premis
- 1992 - Premi Jean Malrieu
- 1992 - Premi Blaise Cendrars
- 1994 - Premi Antonio Viccaro per "Chants de refus"
- 1996 - Premi Batty Weber
- 1997 - Premi Rheinlandtaler de "Landschaftsverband Rheinland"
- 1998 - Premi Guillaume Apollinaire for "Le mur du son"
- 2005 - Premi Jan Smrek d'Eslovàquia - per la seva carrera literària
- 2008 - Premi Servais per "L'ailleurs des mots"
- 2009 - Premi de literatura francòfona Jean Arp per "La lune noircie"[5]

## Obres

### En alemany
- Märchen, Luxemburg, 1957
- Heimatlos, Gedichte, Luxemburg, 1959
- Der Wolkenschimmel und andere Erzählungen, Luxemburg, 1960
- Spuren nach innen, 21 Gedichte, Luxemburg, 1960
- Steine und Vögel, Gedichte, Múnic/Esslingen, 1964
- Den Tag vergraben, Bechtle Verlag, 1969
- Fragmente aus Babylon, Delp Verlag, 1973

### Bilingüe alemany i francès
- Le cirque du soleil, Pierre Seghers, 1966
- Vienne quelqu’un, Rencontre, 1970
- Fragments de Babylone, Fagne, 1974
- Sich der Stille hingeben, Heiderhoff Verlag, 1983

### En francès
- Le jour inventé, París, 1975
- La terre monte, Belfond, París, 1980
- Souffles sculptés, Guy Binsfeld, 1988
- Chants de refus I and II, phi, 1993 and 1995
- Le mur du son, phi, 1997, Premi Guillaume Apollinaire
- Le paradis brûle, La Différence, 1998
- La terre se tait, phi, 1999
- Le cri de l'épervier, phi, 2000
- Le porteur d'ombre, phi, 2001
- L'avaleur de feu, phi, 2003
- Béni soit le serpent, phi, 2004
- L'ailleurs des mots, Éditions Arfuyen, 2007, Premi Jean Servais
- La Lune noircie, Éditions Arfuyen, 2009 connectat amb el Premi de literatura francòfona Jean Arp
- La Muraille de l'Alphabet, phi, 2010]
- Je renaîtrai, Éditions Arfuyen, 2011

### Bilingüe francès i anglès
- At the Devil's Banquets, Dedalus Press, 1998. ISBN 978-1-901233-05-6
- At the Edge of Night, Arc Publications, 2009. ISBN 978-1-904614-56-2[5]